# Jean de Franchières
Jean de Franchières ou Francières, né dans le premier quart du XVe siècle et mort en 1488, est un religieux hospitalier, auteur d’un ouvrage sur la fauconnerie.

## Biographie
Il est né à Francières en Picardie, chevalier de Rhodes de l'ordre de Saint-Jean de Jérusalem, commandeur de Choisy de 1447 à 1467. En 1458, il se rend à Rhodes et prend part à la défense de l’île contre les Turcs. De retour en France en 1469, il est nommé prieur d'Aquitaine à Poitiers.

## Œuvre
Son Livre de fauconnerie a été composé à Rhodes, entre 1458 et 1469. L’auteur le dédie à Pierre de Bosredon, commandeur des couvents hospitaliers de Saint-Jean de Jérusalem à La Romagne, Pontaubert, Robécourt et Saint-Jean du Vieil-Aître. Il est divisé en deux parties : la première ornithologique, décrivant sept sortes de faucons (le faucon gentil, le pèlerin, le faucon dit tartarot, le gerfaut, le sacre, le lanier, le faucon tunisien) ; la seconde est consacrée aux maladies des oiseaux.
Il est aujourd’hui conservé dans plus de 30 manuscrits ; il a été imprimé pour la première fois en 1532, et plusieurs fois réédité au XVIe siècle et au XVIIe siècle, avec d’autres textes sur ce sujet.